# Jan II van Vendôme
Jan II van Vendôme (overleden in 1209) was van 1202 tot aan zijn dood graaf van Vendôme. Hij behoorde tot het huis Preuilly.

## Levensloop
Jan II was de zoon van heer Godfried van Lavardin, zoon van graaf Burchard IV van Vendôme, en diens onbekend gebleven echtgenote. 
In 1202 overleed zijn grootvader Burchard IV. Omdat zijn vader reeds was overleden, was het Jan II die hem opvolgde. Wegens zijn minderjarigheid werd hij onder het regentschap geplaatst van zijn oudoom Godfried. In maart 1203 huldigde hij koning Filips II van Frankrijk als leenheer van zijn gebieden. Hij droeg op die manier bij aan de onteigening van de Franse gebieden van de Engelse koning, aangezien zijn vroegere leenheer de Engelse koning Jan zonder Land was, die tevens graaf van Anjou was.
Jan II van Vendôme overleed in 1209, ongehuwd en kinderloos. Zijn oom Jan III volgde hem op als graaf van Vendôme.